# Цеге-фон-Мантейфель, Ганс
Ганс Цеге-фон-Мантейфель (также Мантойфель, полное имя: нем. Hans Joachim Paul Adolph Baron Manteuffel-Szoege; 19 января 1894 года, усадьба Капседе, Гробинский уезд, Курляндская губерния, Российская империя — 22 мая 1919 года, Рига, Латвия) — балтийско-немецкий офицер, военный деятель, политик. Один из организаторов Прибалтийского ландесвера в годы борьбы за независимость Латвии.

## Семья, немецкая армия, революционная опасность
Родился в зажиточной семье остзейских помещиков в Курляндии в семье Георга фон Мантейфеля из рода Цеге-фон-Мантейфелей и Софии (урождённой фон Рюдигер), которым принадлежали крупные земельные наделы в Курляндской губернии. В семье было семеро детей — Ганс был одним из младших. После окончания школы отправился в Германию изучать право. В связи с началом событий Первой мировой войны и объявлением Германией мобилизации в рамках подготовки к предстоящей войне с Российской империей принял решение не возвращаться обратно в Прибалтийские губернии, а вступить добровольцем в кайзеровскую армию. Был причислен ко 2-му баварскому уланскому полку. В 1914 году Мантейфель со своим военным подразделением оказался на Западном фронте, где принимал участие во вторжении во Францию. За проявленный во время сражений героизм был награждён Железным крестом. В 1915 году был переправлен на Восточный фронт, где вскоре получил звание лейтенанта. В 1916 году принимал участие в кампании в Румынии, где получил довольно серьёзное ранение и долгое время вынужден был провести в лазарете. 
Ноябрьскую революцию встретил в Мюнхене, где в это время происходили массовые беспорядки, жертвой которых Мантейфель едва не стал — революционно настроенные рядовые осуществили нападение на гостиницу, в которой остановился Мантейфель. Он спасся от расправы, выбежав из здания через чёрный ход, но впоследствии в ходе продолжающихся рабоче-солдатских волнений вынужден был скрываться от взбунтовавшихся революционеров.

## Прибытие в Прибалтику
Через некоторое время, будучи  офицером, обратился за поддержкой к министерству обороны Баварии, прося защиты от большевистской угрозы, однако руководство Баварии не проявило участия в судьбе Мантейфеля. 4 декабря 1918 года получил звонок от брата из Риги с предложением вернуться в Прибалтику для участия в борьбе за установление немецкой власти в Лифляндии и Курляндии. На это предложение Ганс ответил согласием и через несколько дней оказался в Прибалтике и включился в политические процессы. В это время в Риге происходили идеологические столкновения между политическими силами, которые представляли интересы кайзеровского военного контингента, остававшегося в Прибалтике, местными буржуазными националистическими организациями, состоявшими преимущественно из этнических латышей, и социал-демократами, которых поддерживало подавляющее большинство населения Латвии. Городом фактически управлял генеральный уполномоченный Германии по Прибалтике Август Винниг, а также в кулуарном виде существовало Временное правительство Карлиса Ульманиса, которое не пользовалось существенной поддержкой населения.

## Создание 1-го балтийского ударного батальона
Созданная Латышской социал-демократической рабочей партией  (ЛСДРП) Латвийская Социалистическая Советская республика,  которая еще 24 декабря 1917 года (6 января 1918 года) в Валке приняла декларацию о самоопределении Латвии как автономной части Советской России, в декабре начала продвижение к Риге, чтобы освободить ее от германских войск. В ответ на это началось формирование ополчения -- Балтийского ландесвера, в котором  Ганс фон Мантейфель  стал первым офицером генерального штаба (нем. Erste Generalstabsoffizier). 
6 января 1919 года стал участником ударной (наиболее боеспособной) группы 1-го прибалтийско-немецкого батальона ландесвера. Несмотря на свой юный возраст, пользовался большим авторитетом среди немецких военных и гражданских чиновников . 1-й ударный батальон в основном формировался из военных инструкторов и офицеров, которые принимали участие в реальных боестолкновениях Первой мировой войны и считались опытными, «обстрелянными» военными. В немецких военных кругах в Прибалтике именно этот батальон «Stosstrupps» считался самым элитным.
Балтийский ландесвер сыграл решающую роль в сохранении созданного Народным советом правительства Улманиса, обещавшего балтийским немцам гражданство и землю. Однако выполнять эти обещания Улманис не стал. 

## Осуществление апрельского путча в Лиепае
К весне 1919 года опасения балтийских немцев о том, что они подвергнутся притеснениям со стороны латышских националистов при поддержке англичан сменились убежденностью. Ее укрепили ряд инцидентов по задержанию немецких офицеров и солдат.  Национальный комитет балтийских немцев пытался прийти к компромиссу с правительством Улманиса, но безуспешно. Улманис заявил, что вопрос о требованиях немцев может решить только Народный совет.
В ландесвере росло убеждение, что правительство уступит только силе и именно так следует действовать. 15 апреля в рамках плана по смене войск на фронте в Либаву прибыли ударные части, а в этот момент фрайкор Пфеффера вступил в конфликт с дислоцированными в порту латышскими частями и разоружил их. 
15 апреля 1919 года Ганс фон Мантейфель проводил переговоры с начальником латвийских вооружённых сил Янисом Балодисом на предмет поддержки в формирования нового латвийского правительства, которое могло бы стать альтернативой проанглийски ориентированному кабинету министров Ульманиса. 16 апреля 1919 года в Либаве после совещания с крупными немецкими чиновниками (в первую очередь главой немецкого военного контингента в Латвии Рюдигером фон дер Гольцем) Мантейфель отдал приказ подчинённым ему офицерам ударного батальона об аресте членов правительства Улманиса, что послужило началом «апрельского путча».
Бойцы Мантейфеля заняли министерское здание и разоружили часовых, однако из министров им удалось арестовать только министра внутренних дел Микелиса Валтерса и министра обеспечения Яниса Блумберга, в то время как остальные министры, видимо, получив информацию о начале путча по телефону, смогли эвакуироваться и укрылись на территории британской дипломатической миссии, а затем переправились на пароход «Саратов», где и провели безвылазно ближайшие два месяца. Латышский батальон под командованием полковника Балодиса заявил о своём нейтралитете. 
Впоследствии Мантейфель принимал участие в деятельности верховного командования прибалтийско-немецких армейских соединений в Либаве и способствовал формированию правительства пастора Андриевса Ниедры, которому его батальон формально подчинялся.

## Бои за Ригу 22 мая. Гибель
22 мая 1919 года в составе подразделений немецкого ландесвера участвовал в захвате Риги, столицы Латвийской социалистической советской республики.
Оборону Риги организовали вооружённые формирования рижских комсомольцев, красноармейские и военизированные рабочие отряды, а также военные матросы под руководством начальника Морского комиссариата Советской Латвии Карлиса Зиединьша, с которыми батальон Мантейфеля, выступая в авангарде, вступил в ожесточённую перестрелку. Вскоре Карлис Зиединьш погиб, обороняя Любекский мост (на месте нынешнего Каменного моста), а кавалерийское военное подразделение (Балтийский ударный отряд) Мантейфеля прорвалось на правый берег первым, следуя за броневиками. В домах на набережной Даугавы были оборудованы стрелковые позиции, которые занимали преимущественно женщины-коммунистки и девушки-комсомолки, стрелявшие по захватчикам, пробравшимся в Старый город. Мантейфель при орудии с небольшим количеством солдат (12 человек) пробился к Цитадели, где предпринял попытку освободить немецких пленных, но был убит защитниками Риги, прикрывавшими отступление красноармейцев. Барон погиб на месте, двери взломали топорами и ручными гранатами. Заключенные были освобождены.

## Провозглашение героем
После захвата Риги было устроено торжественное отпевание Ганса фон Мантейфеля в рижском Домском соборе, и он был провозглашён национальным героем немецкого народа. Это сделало взятие Риги 22 мая 1919 года частью немецкого национального мифа, навсегда вычеркнув эту дату из латышской национальной истории.

## Название улицы в годы нацистской оккупации
В годы нацистской оккупации Латвии в Риге нацистской администрацией улица Цитаделес, где был убит Ганс фон Мантейфель, была переименована в его честь.